# Woman Warrior of The Wild River 6
Woman Warrior of The Wild River 6 (xinès simplificat:  荒江女俠 第六集) . També s'ha  traduït a l'anglès com The Swordswoman of Huangjiang. Pel·lícula muda xinesa de l'any 1930. Dirigida per Chen Kengran i Shang Guanwu.

## Estil i realització
Woman Warrior of the Wild River va ser l'adaptació d'una novel·la homònima de 91 capítols i milers de personatges, escrita per  Gu Mingdao 顧明道 (1879-1944), que va començar a publicar-se en el suplement literari del diari de Shanghai "The News" (Xinwen bao 新聞) Aquest film forma part d'una sèrie de pel·lïcules de tretze parts del quals es l'únic episodi que s'ha conservat.  Aproximadament 74 minuts sobreviuen d'aquesta pel·lícula muda d'acció i aventura, la sisena d'una sèrie, que inclou les gestes de la dona guerrera Fang Yuqin (interpretada per Xu Qinfang) El film   mostra diverses característiques típiques de la cinematografia  d'arts marcials de finals de la dècada de 1920 i principis de la dècada de 1930, incloses, una  història d'aventures fantasioses,  espadatxins heroics,  vestits atractius i efectes especials  .
Es pot veure a bilibili.

## Trama
Un germà i una germana, herois armats amb espases, lluiten contra un falcó daurat per salvar un nen petit i després són assetjats per monjos malvats mentre descansen en un temple.

## Repartiment
Els papers principals els protagonitzen  l'actriu Xu Qinfang 徐琴芳, i l'actor He Zhigang 賀志剛. En els papers secundaris sobresurt la presència de dos actors, Zhang Zhizhi 章志直, Shang Guanwu 尚冠武, que es van convertir en habituals en els films de la productora (Lianhua Film Studio), que es va fundar l'any 1930.